# Georgian Bay
Georgian Bay est un canton situé dans la municipalité de district de Muskoka, au centre-sud de l'Ontario au Canada. Il est situé de part et d'autre de la rivière Severn, qui se jette dans la baie Géorgienne. Les bureaux de la municipalité sont situés à Port Severn. 

## Communautés
Le canton comprend les communautés de  Bayview Park, Big Chute, Cedar Nook, Crooked Bay, Franceville, Go Home, Honey Harbour, Macey Bay, MacTier, Moon River, Potters Landing, South Bay, Wolverine Beach et Wood Landing.

## Démographie
| 2001  | 2006  | 2011  | 2016  |
| ----- | ----- | ----- | ----- |
| 1 991 | 2 340 | 2 482 | 2 499 |